# Euracomix
Euracomix (per esteso Euracomix Tuttocolore) è una collana mensile di volumi a fumetti pubblicata dalla Eura Editoriale dal 1988 fino alla chiusura della casa editrice nel 2009. Ha pubblicato prevalentemente fumetti sudamericani e argentini in particolare.
Alcune delle serie presentate erano già state pubblicate a puntate sulle pagine dei settimanali Lanciostory e Skorpio, di minore formato rispetto ai volumi originali (in questi casi la pubblicazione su Euracomix è tecnicamente una ristampa in volume).
Euracomix, presentandosi come pubblicazione ad alta tiratura e a basso prezzo di copertina diffusa in edicola, è stata tra le prime collane a proporre in Italia il fumetto argentino.
Il singolo autore più pubblicato è stato Robin Wood (175 volumi). La serie più pubblicata è stata Dago, di Robin Wood e Alberto Salinas, con 67 volumi, seguita da Nippur, di Robin Wood ed Enrique Villagrán (47 volumi) e Savarese, di Robin Wood e Domingo Mandrafina, con 33 volumi.
La collana ha ricevuto alcune critiche a causa della scelta di colorare alcuni fumetti che in origine erano stati concepiti per il bianco e nero e per alcuni tagli e adattamenti nei primi numeri per adeguare le storie al formato editoriale.
Nel 2000 ad Euracomix si è affiancata la collana gemella Euramaster (che pubblicava esclusivamente serie francesi in formato originale). 
Alcune delle serie pubblicate su Euracomix ed Euramaster sono state proseguite sulla collana AureaComix da Editoriale Aurea, che ha raccolto l'eredità di Eura Editoriale.

## Serie pubblicate
- Amanda, di Robin Wood, Alfredo Falugi (4 volumi)
- Asso di picche (As de pique), di Ricardo Barreiro & Juan Giménez (1 volume)
- Barbara, di Ricardo Barreiro, Juan Zanotto (4 volumi)
- Bannister, Verso l'Oregon, di Ray Collins & Arturo del Castillo (1 volume)
- Bruno Bianco (El Negro Blanco), di Carlos Trillo, Ernesto García Seijas (4 volumi)
- Chiara di notte (Clara... de noche), di Carlos Trillo, Eduardo Maicas, Jordi Bernet (10 volumi)
- Chiacka, di Alberto Dose (1 volume)
- Cronache del tempo medio (Crónicas del Tiempo Medio), di Emilio Balcarce, Juan Zanotto (3 volumi)
- Dago, di Robin Wood, Alberto Salinas (67 volumi)
- Dax, di Robin Wood, Ruben Marchionne (2 volumi)
- Dracula, di Robin Wood & Alberto Salinas (2 volumi)
- Frutto acerbo (Cosecha verde), di Carlos Trillo, Domingo Mandrafina (2 volumi)
- Gilgamesh, di Robin Wood, Lucho Olivera (12 volumi)
- Helena, di Robin Wood & Ernesto García Seijas (1 volume)
- Hiras, figlio di Nippur (Hiras, hijo de Nippur), di Robin Wood, Rubén Meriggi (2 volumi)
- Hor: figlio di Yor (Hor, el temerario), di Alfredo Grassi & Juan Zanotto (1 volume)
- Ibanez, di Robin Wood & Enrique Breccia (1 volume)
- Il Mercenario (El Mercenario), di Vicente Segrelles (1 volume)
- I cacciatori del tempo (Los Ladrones del Tiempo), di Juan Zanotto (2 volumi)
- I colori di carnevale, di Lorenzo Bartoli, Massimo Carnevale (2 volumi)
- Il dono di Eric, di Lorenzo Bartoli & Massimo Carnevale (1 volume)
- Il Golem, di Ricardo Ferrari, Domingo Mandrafina, Alberto Macagno (3 volumi)
- Il Mago, di Ricardo Barreiro & Enrique Alcatena (1 volume)
- Joan, di Robin Wood, Carlos Pedrazzini (6 volumi)
- Kozakovich & Connors, di Robin Wood & Luis García Durán (1 volume)
- La città, di Ricardo Barreiro & Juan Giménez (1 volume)
- La selvaggia, di Ricardo Barreiro & Luis García Durán (1 volume)
- L'Eternauta (El Eternauta), di Héctor Oesterheld, Francisco Solano López (4 volumi)
- L'ultima gioventù (El ultimo recreo), di Carlos Trillo & Horacio Altuna (1 volume)
- L'uomo di Wolfland, di Ricardo Barreiro & Franco Saudelli (1 volume)
- Merlino (Merlín), di Robin Wood & Enrique Alcatena (1 volume)
- Morgan: Umanità violenta, di Robin Wood & Domingo Mandrafina (1 volume)
- Nippur, di Robin Wood, Enrique Villagrán (47 volumi)
- Orizzonti perduti / Falka (Horizontes perdidos / Falka), di Juan Zanotto (5 / 3 volumi)
- Radzel, di Eduardo Mazzitelli & Ernesto García Seijas (1 volume)
- Robin delle stelle (El Peregrino en las estrellas), di Carlos Trillo & Enrique Breccia (1 volume)
- Sarajevo tango, di Hermann (1 volume)
- Savarese, di Robin Wood, Domingo Mandrafina (33 volumi)
- Secoli bui, di Ricardo Ferrar, Alberto Salinas (3 volumi)
- Sinfonia da un mondo nuovo (Sinfonía del Nuevo Mundo), di Juan Zanotto (2 volumi)
- Spaghetti Bros., di Carlos Trillo, Guillermo Saccomanno, Domingo Mandrafina (1 volume)
- Un italiano, un francese, un americano, di Lorenzo Bartoli & Massimo Carnevale (1 volume)
- Uomini e topi, di Lorenzo Bartoli, Massimo Carnevale (2 volumi)
- Uscita di sicurezza (Las puertitas del señor López), di Carlos Trillo, Horacio Altuna (2 volumi)
- Wakantanka, di Héctor Oesterheld, Carlos Albiac & Juan Zanotto (1 volume)
- Warman, di Chuck Dixon & Juan Zanotto (1 volume)
- XIII, di Jean Van Hamme, William Vance (2 volumi)
- Yaqui, di Luis García Durán (1 volume)
- Yor (Henga, el cazador), di Ray Collins & Juan Zanotto (1 volume)

## Elenco delle uscite
| Nr. | Serie                                  | Titolo                             | Sceneggiatura                       | Disegni                             | Colore        | Nr. Pagine |
| --- | -------------------------------------- | ---------------------------------- | ----------------------------------- | ----------------------------------- | ------------- | ---------- |
| 001 | Dago 01                                | Lo schiavo di Venezia              | Robin Wood                          | Alberto Salinas                     | colore        | 64         |
| 002 | Savarese 01                            | Giovanni-John                      | Robin Wood                          | Domingo Mandrafina                  | colore        | 64         |
| 003 | Alvar Mayor 01                         | Vicino a El Dorado                 | Carlos Trillo                       | Enrique Breccia                     | colore        | 64         |
| 004 | Dago 02                                | L'isola dei morti                  | Robin Wood                          | Alberto Salinas                     | colore        | 64         |
| 005 | Barbara 01                             | La palude della città fantasma     | Ricardo Barreiro                    | Juan Zanotto                        | colore        | 64         |
| 006 | Bannister 01                           | Verso l'Oregon                     | Ray Collins                         | Arturo del Castillo                 | colore        | 64         |
| 007 | Savarese 02                            | La scelta                          | Robin Wood                          | Domingo Mandrafina                  | colore        | 64         |
| 008 | Robin delle Stelle                     | -                                  | Carlos Trillo                       | Enrique Breccia                     | colore        | 128        |
| 009 | Dago 03                                | Con la notte negli occhi           | Robin Wood                          | Alberto Salinas                     | colore        | 64         |
| 010 | Helena                                 | -                                  | Robin Wood                          | Ernesto García Seijas               | colore        | 64         |
| 011 | Yor                                    | -                                  | Ray Collins                         | Juan Zanotto                        | colore        | 128        |
| 012 | Dago 04                                | La leggenda del deserto            | Robin Wood                          | Alberto Salinas                     | colore        | 128        |
| 013 | Savarese 03                            | F.B.I.                             | Robin Wood                          | Domingo Mandrafina                  | colore        | 128        |
| 014 | Wakantanka                             | -                                  | Héctor Oesterheld, Carlos Albiac    | Juan Zanotto                        | colore        | 128        |
| 015 | Dago 05                                | Il Giannizzero Nero                | Robin Wood                          | Alberto Salinas                     | colore        | 128        |
| 016 | La città                               | -                                  | Ricardo Barreiro                    | Juan Giménez                        | colore        | 128        |
| 017 | Savarese 04                            | Anni ruggenti                      | Robin Wood                          | Domingo Mandrafina                  | colore        | 64         |
| 018 | Barbara 02                             | Morte all'invasore                 | Ricardo Barreiro                    | Juan Zanotto                        | colore        | 64         |
| 019 | Nippur 01                              | Il deserto, la spada               | Robin Wood                          | Enrique Villagrán                   | colore        | 64         |
| 020 | Dago 06                                | Eroi, vigliacchi                   | Robin Wood                          | Alberto Salinas                     | colore        | 64         |
| 021 | Dax 01                                 | Rosso sangue a Oriente             | Robin Wood                          | Ruben Marchionne                    | colore        | 64         |
| 022 | Hor (Figlio di Yor)                    | -                                  | Alfredo Grassi                      | Juan Zanotto                        | colore        | 64         |
| 023 | Nippur 02                              | Il tempo della leggenda            | Robin Wood                          | Enrique Villagrán                   | colore        | 64         |
| 024 | Savarese 05                            | Quando cantano i mitra             | Robin Wood                          | Domingo Mandrafina                  | colore        | 64         |
| 025 | Dago 07                                | Dracula                            | Robin Wood                          | Alberto Salinas                     | colore        | 64         |
| 026 | Gilgamesh 01                           | L'immortale                        | Robin Wood                          | Lucho Olivera                       | colore        | 64         |
| 027 | Asso di picche                         | -                                  | Ricardo Barreiro                    | Juan Giménez                        | colore        | 64         |
| 028 | Dax 02                                 | Il signore delle isole             | Robin Wood                          | Ruben Marchionne                    | colore        | 64         |
| 029 | L'uomo di Wolfland                     | -                                  | Ricardo Barreiro                    | Franco Saudelli                     | colore        | 64         |
| 030 | Dago 08                                | Una donna chiamata Roma            | Robin Wood                          | Alberto Salinas                     | colore        | 64         |
| 031 | Nippur 03                              | Ricordi nel riflesso di una torcia | Robin Wood                          | Enrique Villagrán                   | colore        | 64         |
| 032 | Il mago 01                             | Vendetta                           | Ricardo Barreiro                    | Enrique Alcatena                    | colore        | 64         |
| 033 | Savarese 06                            | La morte ama il caldo              | Robin Wood                          | Domingo Mandrafina                  | colore        | 64         |
| 034 | Barbara 03                             | Il popolo dell'albero              | Ricardo Barreiro                    | Juan Zanotto                        | colore        | 64         |
| 035 | Gilgamesh 02                           | Il testimone                       | Robin Wood                          | Lucho Olivera                       | colore        | 64         |
| 036 | Uscita di sicurezza 01                 | -                                  | Carlos Trillo                       | Horacio Altuna                      | colore        | 64         |
| 037 | Dago 09                                | Addio a Vienna                     | Robin Wood                          | Alberto Salinas                     | colore        | 64         |
| 038 | Nippur 04                              | Alla ricerca di Teseo              | Robin Wood                          | Enrique Villagrán                   | colore        | 64         |
| 039 | La selvaggia                           | -                                  | Ricardo Barreiro                    | Luis García Durán                   | colore        | 64         |
| 040 | Dracula 01                             | L'uomo                             | Robin Wood                          | Alberto Salinas                     | colore        | 62         |
| 041 | Cronache del tempo medio 01            | Scacco al re                       | Emilio Balcarce                     | Juan Zanotto                        | colore        | 141        |
| 042 | Gilgamesh 03                           | Un destino scritto nel cielo       | Robin Wood                          | Lucho Olivera                       | colore        | 64         |
| 043 | Chiacka                                | -                                  | Alberto Dose                        | Alberto Dose                        |               |            |
| 044 | Dago 10                                | Abissinia                          | Robin Wood                          | Alberto Salinas                     | colore        | 64         |
| 045 | L'ultima gioventù                      | -                                  | Carlos Trillo                       | Horacio Altuna                      |               |            |
| 046 | Frutto acerbo 01                       | La vergine intoccata               | Carlos Trillo                       | Domingo Mandrafina                  | colore        | 64         |
| 047 | Uscita di sicurezza 02                 | -                                  | Carlos Trillo                       | Horacio Altuna                      | colore        | 64         |
| 048 | Dago 11                                | Verso Costantinopoli               | Robin Wood                          | Alberto Salinas                     | colore        | 64         |
| 049 | Il mercenario                          | -                                  | Vicente Segrelles                   | Vicente Segrelles                   |               |            |
| 050 | Nippur 05                              | Lupi                               | Robin Wood                          | Jorge Zaffino                       | colore        | 64         |
| 051 | Gilgamesh 04                           | Pazzia sul mondo                   | Robin Wood                          | Lucho Olivera                       | colore        | 64         |
| 052 | XIII 01                                | (Il giorno del sole nero)          | Jean Van Hamme                      | William Vance                       | colore        | 93         |
| 053 | Cronache del tempo medio 02            | La discendenza                     | Emilio Balcarce                     | Juan Zanotto                        | colore        | 64         |
| 054 | Dago 12                                | Un dono da Venezia                 | Robin Wood                          | Alberto Salinas                     | colore        | 64         |
| 055 | L'Eternauta 01                         | Il vagabondo dell'infinito         | Héctor Oesterheld                   | Francisco Solano López              | bianco e nero | 224        |
| 056 | L'Eternauta 02                         | Il vagabondo dell'infinito         | Héctor Oesterheld                   | Francisco Solano López              | bianco e nero | 228        |
| 057 | L'Eternauta 03                         | Il vagabondo dell'infinito         | Héctor Oesterheld                   | Francisco Solano López              | bianco e nero | 208        |
| 058 | Nippur 06                              | Mondo di falchi, di serpenti       | Robin Wood                          | Enrique Villagrán                   | colore        | 64         |
| 059 | Dago 13                                | Il rinnegato, la gloria            | Robin Wood                          | Alberto Salinas                     | colore        | 64         |
| 060 | Frutto acerbo 02                       | Notte infinita                     | Carlos Trillo                       | Domingo Mandrafina                  | colore        | 64         |
| 061 | Gilgamesh 05                           | Un brindisi alla speranza          | Robin Wood                          | Lucho Olivera                       | colore        | 64         |
| 062 | Cronache del tempo medio 03            | … e luce fu                        | Emilio Balcarce                     | Juan Zanotto                        | colore        | 64         |
| 063 | Dago 14                                | Roxana                             | Robin Wood                          | Alberto Salinas                     | colore        | 136        |
| 064 | Bruno Bianco 01                        | -                                  | Carlos Trillo                       | Ernesto García Seijas               | colore        | 96         |
| 065 | Nippur 07                              | Ritorno in Egitto                  | Robin Wood                          | Enrique Villagrán                   | colore        | 64         |
| 066 | Dago 15                                | L'anello del visir                 | Robin Wood                          | Alberto Salinas                     | colore        | 64         |
| 067 | Il Golem 01                            | Mostro o messia?                   | Ricardo Ferrari                     | Domingo Mandrafina, Alberto Macagno | colore        | 64         |
| 068 | Gilgamesh 06                           | Verso una meta                     | Robin Wood                          | Lucho Olivera                       | colore        | 63         |
| 069 | Nippur 08                              | (Guerra)                           | Robin Wood                          | Enrique Villagrán                   | colore        | 64         |
| 070 | Bruno Bianco 02                        | Taxi stregato                      | Carlos Trillo                       | Ernesto García Seijas               | colore        | 80         |
| 071 | Dago 16                                | Ai confini dell'impero             | Robin Wood                          | Alberto Salinas                     | colore        | 68         |
| 072 | Kozakovich & Connors 01                | Obiettivo Kermanshah               | Robin Wood                          | Luis García Durán                   | colore        | 64         |
| 073 | Il Golem 02                            | La nascita                         | Ricardo Ferrari                     | Domingo Mandrafina, Alberto Macagno | colore        | 64         |
| 074 | Ibanez                                 | -                                  | Robin Wood                          | Enrique Breccia                     | colore        | 80         |
| 075 | Merlino                                | -                                  | Robin Wood                          | Enrique Alcatena                    | colore        | 136        |
| 076 | Bruno Bianco 03                        | Incontri, scontri                  | Carlos Trillo                       | Ernesto García Seijas               | colore        | 64         |
| 077 | XIII 02                                | (Rosso totale)                     | Jean Van Hamme                      | William Vance                       | colore        | 140        |
| 078 | Gilgamesh 07                           | Alla ricerca di un nuovo mondo     | Robin Wood                          | Lucho Olivera                       | colore        | 62         |
| 079 | Dago 17                                | La santità, la magia, l'orrore     | Robin Wood                          | Alberto Salinas                     | colore        | 62         |
| 080 | Nippur 09                              | Un figlio per il guerriero         | Robin Wood                          | Enrique Villagrán                   | colore        | 68         |
| 081 | Dago 18                                | Il destino di Hafar                | Robin Wood                          | Alberto Salinas                     | colore        | 76         |
| 082 | Orizzonti perduti 01                   | Guerra su Alphard IV               | Juan Zanotto                        | Juan Zanotto                        | colore        | 64         |
| 083 | Bruno Bianco 04                        | Uragano Flopi                      | Carlos Trillo                       | Ernesto García Seijas               | colore        | 61         |
| 084 | Orizzonti perduti 02                   | Oltre l'angoscia                   | Juan Zanotto                        | Juan Zanotto                        | colore        | 64         |
| 085 | Gilgamesh 08                           | Un punto nel cosmo                 | Robin Wood                          | Lucho Olivera                       | colore        | 62         |
| 086 | Barbara 04                             | Rivolta                            | Ricardo Barreiro                    | Juan Zanotto                        | colore        | 80         |
| 087 | Dago 19                                | Leoni, topi                        | Robin Wood                          | Alberto Salinas                     | colore        | 62         |
| 088 | Savarese 07                            | Un inferno chiamato New York       | Robin Wood                          | Domingo Mandrafina                  | colore        | 72         |
| 089 | Dracula 02                             | L'esule                            | Robin Wood                          | Alberto Salinas                     |               |            |
| 090 | Chiara di notte 01                     | -                                  | Carlos Trillo, Eduardo Maicas       | Jordi Bernet                        |               |            |
| 091 | Spaghetti Bros. 01                     | Gruppo di famiglia con omicidi     | Carlos Trillo, Guillermo Saccomanno | Domingo Mandrafina                  | colore        | 64         |
| 092 | Dago 20                                | Una moneta per Barbarossa          | Robin Wood                          | Alberto Salinas                     | colore        | 62         |
| 093 | Morgan 01                              | Umanità violenta                   | Robin Wood                          | Domingo Mandrafina                  | colore        | 64         |
| 094 | Nippur 10                              | Azzurro cielo sumero di morte      | Robin Wood                          | Enrique Villagrán                   | colore        | 64         |
| 095 | Dago 21                                | Algeri                             | Robin Wood                          | Alberto Salinas                     | colore        | 62         |
| 096 | Savarese 08                            | Sicilia                            | Robin Wood                          | Domingo Mandrafina                  | colore        | 64         |
| 097 | Amanda 01                              | Lento va il fiume                  | Robin Wood                          | Alfredo Falugi                      | colore        | 62         |
| 098 | Gilgamesh 09                           | Sumer                              | Robin Wood                          | Lucho Olivera                       | colore        | 59         |
| 099 | Dago 22                                | Alla ricerca di un regno           | Robin Wood                          | Alberto Salinas                     | colore        | 62         |
| 100 | Sarajevo tango                         | -                                  | Hermann                             | Hermann                             |               |            |
| 101 | Amanda 02                              | Nel segreto del ricordo            | Robin Wood                          | Alfredo Falugi                      | colore        | 64         |
| 102 | Chiara di notte 02                     | -                                  | Carlos Trillo, Eduardo Maicas       | Jordi Bernet                        |               |            |
| 103 | Dago 23                                | Ragno                              | Robin Wood                          | Alberto Salinas                     | colore        | 62         |
| 104 | Gilgamesh 10                           | Il tempo delle scoperte            | Robin Wood                          | Lucho Olivera                       | colore        | 60         |
| 105 | Nippur 11                              | Padre                              | Robin Wood                          | Enrique Villagrán                   | colore        | 64         |
| 106 | Savarese 09                            | Senza tregua                       | Robin Wood                          | Domingo Mandrafina                  | colore        | 64         |
| 107 | Dago 24                                | Oro, sangue per un re              | Robin Wood                          | Alberto Salinas                     | colore        | 62         |
| 108 | Uomini e topi 01                       | -                                  | Lorenzo Bartoli                     | Massimo Carnevale                   | colore        | 63         |
| 109 | Amanda 03                              | Concerto per una vita              | Robin Wood                          | Alfredo Falugi                      | colore        | 58         |
| 110 | Gilgamesh 11                           | L'unica strada                     | Robin Wood                          | Lucho Olivera                       | colore        | 78         |
| 111 | Dago 25                                | L'attore, la spia                  | Robin Wood                          | Alberto Salinas                     | colore        | 62         |
| 112 | Chiara di notte 03                     | -                                  | Carlos Trillo, Eduardo Maicas       | Jordi Bernet                        |               |            |
| 113 | Orizzonti perduti 03                   | Il segno dell'aquila               | Juan Zanotto                        | Juan Zanotto                        | colore        | 63         |
| 114 | Gilgamesh 12                           | Il guardiano                       | Robin Wood                          | Lucho Olivera                       | colore        | 68         |
| 115 | Dago 26                                | I cavalli del destino              | Robin Wood                          | Alberto Salinas                     | colore        | 62         |
| 116 | Nippur 12                              | Terra di re, di assassini          | Robin Wood                          | Enrique Villagrán                   | colore        | 62         |
| 117 | Savarese 10                            | Una città senza domani             | Robin Wood                          | Domingo Mandrafina                  | colore        | 64         |
| 118 | Amanda 04                              | Buenos Aires                       | Robin Wood                          | Alfredo Falugi                      | colore        | 58         |
| 119 | Dago 27                                | Al servizio del re                 | Robin Wood                          | Alberto Salinas, Carlos Gómez       | colore        | 64         |
| 120 | Uomini e topi 02                       | -                                  | Lorenzo Bartoli                     | Massimo Carnevale                   | colore        | 62         |
| 121 | Chiara di notte 04                     | -                                  | Carlos Trillo, Eduardo Maicas       | Jordi Bernet                        |               |            |
| 122 | Orizzonti perduti 04                   | La regina madre                    | Juan Zanotto                        | Juan Zanotto                        | colore        | 64         |
| 123 | Dago 28                                | Missione a Venezia                 | Robin Wood                          | Alberto Salinas, Carlos Gómez       | colore        | 62         |
| 124 | Nippur 13                              | Una piramide nel vento morto       | Robin Wood                          | Enrique Villagrán                   | colore        | 62         |
| 125 | Savarese 11                            | Quando escono i lupi               | Robin Wood                          | Domingo Mandrafina                  | colore        | 66         |
| 126 | Il Golem 03                            | Verso il futuro                    | Ricardo Ferrari                     | Domingo Mandrafina, Alberto Macagno | colore        | 65         |
| 127 | Warman                                 | -                                  | Chuck Dixon                         | Juan Zanotto                        |               |            |
| 128 | Dago 29                                | Il tempo dei cannoni               | Robin Wood                          | Alberto Salinas, Carlos Gómez       | colore        | 64         |
| 129 | Orizzonti perduti 05                   | La guerriera delle stelle          | Juan Zanotto                        | Juan Zanotto                        | colore        | 66         |
| 130 | Nippur 14                              | Sotto il segno dell'odio           | Robin Wood                          | Enrique Villagrán                   | colore        | 62         |
| 131 | Savarese 12                            | Quelle notti a New York            | Robin Wood                          | Domingo Mandrafina                  | colore        | 66         |
| 132 | Dago 30                                | Il cavallo nero del destino        | Robin Wood                          | Alberto Salinas, Carlos Gómez       | colore        | 62         |
| 133 | Nippur 15                              | Tra le mura di Umma                | Robin Wood                          | Enrique Villagrán                   | colore        | 65         |
| 134 | Savarese 13                            | I mille volti della giustizia      | Robin Wood                          | Domingo Mandrafina                  | colore        | 66         |
| 135 | Dago 31                                | Dio salvi la regina                | Robin Wood                          | Alberto Salinas, Carlos Gómez       | colore        | 64         |
| 136 | L'Eternauta 04                         | Il mondo pentito                   | Pablo Maiztegui                     | Francisco Solano López              |               |            |
| 137 | Nippur 16                              | La nave nera                       | Robin Wood                          | Enrique Villagrán                   | colore        | 66         |
| 138 | Savarese 14                            | Quelle arance rosso sangue         | Robin Wood                          | Domingo Mandrafina                  | colore        | 66         |
| 139 | Dago 32                                | Il mondo degli uomini perduti      | Robin Wood                          | Alberto Salinas, Carlos Gómez       | colore        | 64         |
| 140 | Nippur 17                              | Sotto la luce del padre sole       | Robin Wood                          | Enrique Villagrán                   | colore        | 65         |
| 141 | Savarese 15                            | Arriverà l'inverno                 | Robin Wood                          | Domingo Mandrafina                  | colore        | 66         |
| 142 | Dago 33                                | Brindisi per un amico              | Robin Wood                          | Alberto Salinas, Carlos Gómez       | colore        | 64         |
| 143 | Nippur 18                              | Quando nasce un re                 | Robin Wood                          | Enrique Villagrán                   | colore        | 66         |
| 144 | Savarese 16                            | Elegia per un fratello             | Robin Wood                          | Domingo Mandrafina                  | colore        | 72         |
| 145 | Dago 34                                | Un cane chiamato Morte             | Robin Wood                          | Alberto Salinas, Carlos Gómez       | colore        | 64         |
| 146 | Nippur 19                              | Tra la tormenta, il fuoco          | Robin Wood                          | Enrique Villagrán                   | colore        | 61         |
| 147 | Savarese 17                            | Lincoln/New Mexico                 | Robin Wood                          | Domingo Mandrafina                  | colore        | 72         |
| 148 | Dago 35                                | Il segreto di Nostradamus          | Robin Wood                          | Alberto Salinas, Carlos Gómez       | colore        | 64         |
| 149 | I cacciatori del tempo 01              | -                                  | Juan Zanotto                        | Juan Zanotto                        | colore        | 66         |
| 150 | Nippur 20                              | Un demonio chiamato Hiras          | Robin Wood                          | Enrique Villagrán                   | colore        | 61         |
| 151 | Dago 36                                | Mercenari                          | Robin Wood                          | Alberto Salinas, Carlos Gómez       | colore        | 64         |
| 152 | Il dono di Eric                        | -                                  | Lorenzo Bartoli                     | Massimo Carnevale                   |               |            |
| 153 | Savarese 18                            | Il migliore dei nemici             | Robin Wood                          | Domingo Mandrafina                  | colore        | 72         |
| 154 | Dago 37                                | Per salvare un re                  | Robin Wood                          | Alberto Salinas, Carlos Gómez       | colore        | 64         |
| 155 | Nippur 21                              | Verso Lagash                       | Robin Wood                          | Enrique Villagrán                   | colore        | 62         |
| 156 | Savarese 19                            | Una croce tra le spighe            | Robin Wood                          | Domingo Mandrafina                  | colore        | 72         |
| 157 | Dago 38                                | Sulla strada di Roma               | Robin Wood                          | Alberto Salinas, Carlos Gómez       | colore        | 64         |
| 158 | Nippur 22                              | Per vincere una guerra             | Robin Wood                          | Enrique Villagrán                   | colore        | 66         |
| 159 | Savarese 20                            | Wanted                             | Robin Wood                          | Domingo Mandrafina                  | colore        | 72         |
| 160 | Dago 39                                | Per una battaglia, per una rosa    | Robin Wood                          | Alberto Salinas, Carlos Gómez       | colore        | 64         |
| 161 | Nippur 23                              | Il destino in una spada            | Robin Wood                          | Enrique Villagrán                   | colore        | 61         |
| 162 | I cacciatori del tempo 02              | -                                  | Juan Zanotto                        | Juan Zanotto                        | colore        | 66         |
| 163 | Savarese 21                            | L'ora delle streghe                | Robin Wood                          | Domingo Mandrafina                  | colore        | 72         |
| 164 | Dago 40                                | E su Roma campane a martello       | Robin Wood                          | Alberto Salinas, Carlos Gómez       | colore        | 64         |
| 165 | Nippur 24                              | Un tiranno chiamato Hiras          | Robin Wood                          | Enrique Villagrán                   | colore        | 61         |
| 166 | Savarese 22                            | Il siciliano, l'irlandese          | Robin Wood                          | Domingo Mandrafina                  | colore        | 71         |
| 167 | Dago 41                                | Assedio                            | Robin Wood                          | Alberto Salinas, Carlos Gómez       | colore        | 64         |
| 168 | Nippur 25                              | Il tamburo della morte             | Robin Wood                          | Enrique Villagrán                   | colore        | 61         |
| 169 | Falka 01                               | Le sorgenti di fuoco               | Juan Zanotto                        | Juan Zanotto                        | colore        | 64         |
| 170 | Dago 42                                | Massacro                           | Robin Wood                          | Alberto Salinas, Carlos Gómez       | colore        | 64         |
| 171 | Savarese 23                            | Un lupo nella notte                | Robin Wood                          | Domingo Mandrafina                  | colore        | 71         |
| 172 | Nippur 26                              | La spiaggia del mistero            | Robin Wood                          | Enrique Villagrán                   | colore        | 62         |
| 173 | Falka 02                               | Il labirinto rosso                 | Juan Zanotto                        | Juan Zanotto                        | colore        | 64         |
| 174 | Dago 43                                | Quando muore un mondo              | Robin Wood                          | Alberto Salinas, Carlos Gómez       | colore        | 64         |
| 175 | Savarese 24                            | Fiabe nere                         | Robin Wood                          | Domingo Mandrafina                  | colore        | 72         |
| 176 | Nippur 27                              | Guerra                             | Robin Wood                          | Enrique Villagrán                   | colore        | 61         |
| 177 | Dago 44                                | Il castello dell'orrore            | Robin Wood                          | Alberto Salinas, Carlos Gómez       | colore        | 64         |
| 178 | Savarese 25                            | Un bel giorno per Johnny           | Robin Wood                          | Domingo Mandrafina                  | colore        | 72         |
| 179 | Nippur 28                              | Vittoria amara                     | Robin Wood                          | Enrique Villagrán                   | colore        | 64         |
| 180 | Dago 45                                | Splendida pazzia                   | Robin Wood                          | Alberto Salinas, Carlos Gómez       | colore        | 64         |
| 181 | I colori di carnevale 01               | -                                  | Lorenzo Bartoli                     | Massimo Carnevale                   | colore        | 72         |
| 182 | Savarese 26                            | La notte dei federali              | Robin Wood                          | Domingo Mandrafina                  | colore        | 72         |
| 183 | Nippur 29                              | Sul trono di Lagash                | Robin Wood                          | Enrique Villagrán                   | colore        | 72         |
| 184 | Dago 46                                | Un amico di nome Cortes            | Robin Wood                          | Alberto Salinas, Carlos Gómez       | colore        | 72         |
| 185 | I colori di carnevale 02               | -                                  | Lorenzo Bartoli                     | Massimo Carnevale                   | colore        | 72         |
| 186 | Savarese 27                            | Fiori d'arancio                    | Robin Wood                          | Domingo Mandrafina                  | colore        | 80         |
| 187 | Nippur 30                              | Oltre il canto dei fantasmi        | Robin Wood                          | Enrique Villagrán                   | colore        | 65         |
| 188 | Dago 47                                | L'ora del fuoco                    | Robin Wood                          | Alberto Salinas, Carlos Gómez       | colore        | 64         |
| 189 | Savarese 28                            | L'amara maledizione dell'odio      | Robin Wood                          | Domingo Mandrafina                  | colore        | 72         |
| 190 | Nippur 31                              | La freccia d'oro                   | Robin Wood                          | Sergio Mulko                        | colore        | 61         |
| 191 | Dago 48                                | Il conquistatore                   | Robin Wood                          | Alberto Salinas, Carlos Gómez       |               |            |
| 192 | Sinfonia di un mondo nuovo 01          | -                                  | Juan Zanotto                        | Juan Zanotto                        |               |            |
| 193 | Savarese 29                            | Un figlio per Giovanni             | Robin Wood                          | Domingo Mandrafina                  |               |            |
| 194 | Nippur 32                              | Dietro le bianche mura             | Robin Wood                          | Sergio Mulko                        |               |            |
| 195 | Dago 49                                | Nelle mani dell'Inquisizione       | Robin Wood                          | Alberto Salinas, Carlos Gómez       |               |            |
| 196 | Savarese 30                            | In fondo al tunnel                 | Robin Wood                          | Domingo Mandrafina                  |               |            |
| 197 | Nippur 33                              | Le ali dell'odio                   | Robin Wood                          | Sergio Mulko                        |               |            |
| 198 | Dago 50                                | Padre Dago                         | Robin Wood                          | Carlos Gómez                        |               |            |
| 199 | Savarese 31                            | Anonima omicidi                    | Robin Wood                          | Domingo Mandrafina                  |               |            |
| 200 | Nippur 34                              | La città resuscitata               | Robin Wood                          | Sergio Mulko                        |               |            |
| 201 | Dago 51                                | Il tormento, l'estasi              | Robin Wood                          | Carlos Gómez                        |               |            |
| 202 | Savarese 32                            | Il nemico senza volto              | Robin Wood                          | Domingo Mandrafina                  |               |            |
| 203 | Secoli bui 01                          | -                                  | Ricardo Ferrari                     | Alberto Salinas                     |               |            |
| 204 | Secoli bui 02                          | -                                  | Ricardo Ferrari                     | Alberto Salinas                     |               |            |
| 205 | Secoli bui 03                          | -                                  | Ricardo Ferrari                     | Alberto Salinas                     |               |            |
| 206 | Nippur 35                              | Lontano da casa                    | Robin Wood                          | Sergio Mulko                        |               |            |
| 207 | Dago 52                                | Per gli occhi di Jimena            | Robin Wood                          | Carlos Gómez                        |               |            |
| 208 | Savarese 33                            | Dolore                             | Robin Wood                          | Domingo Mandrafina                  |               |            |
| 209 | Nippur 36                              | Un amore impossibile               | Robin Wood                          | Sergio Mulko                        |               |            |
| 210 | Dago 53                                | Cattivi presagi                    | Robin Wood                          | Carlos Gómez                        |               |            |
| 211 | Chiara di notte 05                     | -                                  | Carlos Trillo, Eduardo Maicas       | Jordi Bernet                        |               |            |
| 212 | Nippur 37                              | Gli uomini dei cavalli             | Robin Wood                          | Sergio Mulko                        |               |            |
| 213 | Dago 54                                | Una città nel deserto              | Robin Wood                          | Carlos Gómez                        |               |            |
| 214 | Radzel                                 | -                                  | Eduardo Mazzitelli                  | Ernesto García Seijas               |               |            |
| 215 | Falka 03                               | Il grande segreto                  | Juan Zanotto                        | Juan Zanotto                        |               |            |
| 216 | Nippur 38                              | Il rumore della guerra             | Robin Wood                          | Sergio Mulko                        |               |            |
| 217 | Dago 55                                | I giorni del fuoco                 | Robin Wood                          | Carlos Gómez                        |               |            |
| 218 | Sinfonia di un mondo nuovo 02          | -                                  | Juan Zanotto                        | Juan Zanotto                        |               |            |
| 219 | Nippur 39                              | Un esercito invincibile            | Robin Wood                          | Sergio Mulko                        |               |            |
| 220 | Dago 56                                | La forza del destino               | Robin Wood                          | Carlos Gómez                        |               |            |
| 221 | Chiara di notte 06                     | -                                  | Carlos Trillo, Eduardo Maicas       | Jordi Bernet                        |               |            |
| 222 | Nippur 40                              | (Trappola di ghiaccio)             | Robin Wood                          | Sergio Mulko                        |               |            |
| 223 | Dago 57                                | La donna delle grotte              | Robin Wood                          | Carlos Gómez                        |               |            |
| 224 | Nippur 41                              | (I monaci saggi)                   | Robin Wood                          | Sergio Mulko                        |               |            |
| 225 | Dago 58                                | Il re pazzo                        | Robin Wood                          | Carlos Gómez                        |               |            |
| 226 | Nippur 42                              | Terra rosso sangue                 | Robin Wood                          | Sergio Mulko                        |               |            |
| 227 | Joan 01                                | Restare vivo                       | Robin Wood                          | Carlos Pedrazzini                   |               |            |
| 228 | Dago 59                                | La figlia del califfo              | Robin Wood                          | Carlos Gómez                        |               |            |
| 229 | Nippur 43                              | Un re per Lagash                   | Robin Wood                          | Sergio Mulko, Daniel Müller         |               |            |
| 230 | Chiara di notte 07                     | -                                  | Carlos Trillo, Eduardo Maicas       | Jordi Bernet                        |               |            |
| 231 | Joan 02                                | La forza della storia              | Robin Wood                          | Carlos Pedrazzini                   |               |            |
| 232 | Dago 60                                | Belve                              | Robin Wood                          | Carlos Gómez                        |               |            |
| 233 | Nippur 44                              | Gli dei del fuoco                  | Robin Wood                          | Daniel Müller                       |               |            |
| 234 | Un italiano, un francese, un americano | -                                  | Lorenzo Bartoli                     | Massimo Carnevale                   |               |            |
| 235 | Dago 61                                | Le mani del guaritore              | Robin Wood                          | Carlos Gómez                        |               |            |
| 236 | Chiara di notte 08                     | -                                  | Carlos Trillo, Eduardo Maicas       | Jordi Bernet                        |               |            |
| 237 | Nippur 45                              | Il sangue dei fratelli             | Robin Wood                          | Daniel Müller                       |               |            |
| 238 | Joan 03                                | Il senso della vita                | Robin Wood                          | Carlos Pedrazzini                   |               |            |
| 239 | Dago 62                                | Cuore di ghiaccio                  | Robin Wood                          | Carlos Gómez                        |               |            |
| 240 | Nippur 46                              | Benedizione mortale                | Robin Wood                          | Daniel Müller                       |               |            |
| 241 | Chiara di notte 09                     | -                                  | Carlos Trillo, Eduardo Maicas       | Jordi Bernet                        |               |            |
| 242 | Joan 04                                | Amici, nemici                      | Robin Wood                          | Carlos Pedrazzini                   |               |            |
| 243 | Dago 63                                | L'oro, la peste                    | Robin Wood                          | Carlos Gómez                        |               |            |
| 244 | Nippur 47                              | L'amore di un'amazzone             | Robin Wood                          | Daniel Müller                       |               |            |
| 245 | Joan 05                                | Tutti contro tutti                 | Robin Wood                          | Carlos Pedrazzini                   |               |            |
| 246 | Dago 64                                | Il contagio                        | Robin Wood                          | Carlos Gómez                        |               |            |
| 247 | Chiara di notte 10                     | -                                  | Carlos Trillo, Eduardo Maicas       | Jordi Bernet                        |               |            |
| 248 | Hiras, figlio di Nippur 01             | -                                  | Robin Wood                          | Rubén Meriggi                       |               |            |
| 249 | Dago 65                                | Le nozze                           | Robin Wood                          | Carlos Gómez                        |               |            |
| 250 | Joan 06                                | Il respiro del passato             | Robin Wood                          | Carlos Pedrazzini                   |               |            |
| 251 | Hiras, figlio di Nippur 02             | -                                  | Robin Wood                          | Rubén Meriggi                       |               |            |
| 252 | Dago 66                                | In nome della fede                 | Robin Wood                          | Carlos Gómez                        |               |            |
| 253 | Yaqui                                  | -                                  | Luis García Durán                   | Luis García Durán                   |               |            |
| 254 | Dago 67                                | Il padre dell'assassino            | Robin Wood                          | Carlos Gómez                        |               |            |